# Robert Dillon
Pour le scénariste, voir Robert A. Dillon.
Pour les articles homonymes, voir Dillon.
Robert Dillon (1710-1764), seigneur de Terrefort, est un homme d'affaires irlandais émigré en France.

## Biographie

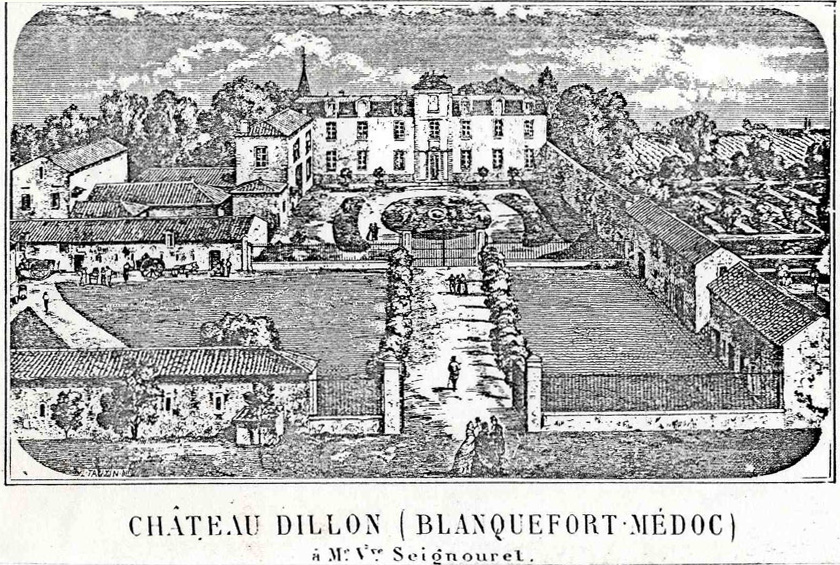
Le château Dillon, domaine viticole du Haut-Médoc racheté par Robert Dillon en 1754.

Voici ce qu'en dit sa petite fille Adèle d'Osmond : 

« Monsieur Robert Dillon, [de la famille] des Dillon de Roscomon, était un gentilhomme irlandais catholique, possesseur d'une jolie fortune ; pour l'augmenter, et dans la nullité où étaient condamnés les catholiques, un sien frère fut chargé de la faire valoir dans le négoce. Monsieur R. Dillon avait épousé une riche héritière dont il eut une seule fille, lady Swinburne. Devenu veuf, il épousa miss Dicconson, la plus jeune de trois sœurs, belles comme des anges, que leur père, gouverneur du prince de Galles Jacques François Stuart, fils de Jacques II, avait élevées à Saint-Germain. Lors du mariage, leurs parents étaient rentrés en Angleterre et établis chez eux en Lancashire, dans une très belle terre. Monsieur Dillon et sa charmante épouse se fixèrent en Worcestershire, et c'est là où ma mère et six enfants aînés sont nés. Mais le frère, chargé des affaires en Irlande, vint à mourir et on s'aperçut qu'il les avait très mal gérées. Monsieur Dillon fut obligé de s'en occuper lui-même. Les plus importantes étaient à Bordeaux : il se décida à s'y rendre et emmena sa famille. Il s'y plut. Sa femme, élevée en France, la préférait à l'Angleterre. Il prit une belle maison à Bordeaux, acheta une terre aux environs et y menait la vie d'un homme riche [jusqu'à sa mort]. Il laissait madame Dilon, âgée de trente-deux ans, grosse de son treizième enfant, [isolée] dans un pays étranger. (…) On découvrit vite que Robert Dillon vivait sur des capitaux qui touchaient à leur fin et qu'elle restait avec treize enfants et pour tout bien une petite terre, à trois lieues de Bordeaux. »

— Adèle d'Osmond.

## Descendance de Robert Dillon
De cette branche cadette représentée par Robert Dillon (1710-1764), sont issus en particulier :
- Mary Dillon (1746-1782) qui épousa le marquis de Lavie (1747-1812) président à mortier du parlement de Bordeaux, député de la noblesse puis membre du Conseil des Cinq-Cents ;
- Théobald Dillon (1747-1819), maréchal de camp ;
- Anne Dillon (1748-1832), épouse d'Isaac Jorges de Martainville ;
- Édouard Dillon (1750-1839) comte de Dillon en 1770, dit le beau Dillon ;
- Arthur-Roger-Thomas Dillon (1751-1810), vicaire général de l'archevêque de Narbonne Arthur-Richard Dillon (1721-1806) de la branche des vicomtes de Costello-Gallen ;
- Éléonore Dillon (1753-1831) qui épousa René Eustache d'Osmond quatrième marquis d'Osmond (1751-1838), ministre de France, ambassadeur, pair de France sous la Restauration (elle fut la mère de la comtesse de Boigne et de Rainulphe d'Osmond, cinquième marquis d'Osmond) ;
- Robert Guillaume Dillon (Robert William) (1754-1839), mestre de camp du régiment de Lauzun-Hussards, lieutenant-général ;
- William-Henry, dit Billy Dillon (1760-1788), capitaine au régiment de Lauzun-Hussards ;
- Roger-Henry Dillon (1762-1832), vicaire général de l'évêque de Dijon ;
- Franck-Théobald, chevalier de Dillon (1764-1837) officier au régiment de Lauzun-Hussards, puis au régiment de Dillon (1789), maréchal de camp en 1815.